# Nyandekwa (Tabora)
Nyandekwa è una circoscrizione rurale (rural ward) della Tanzania situata nel distretto di Igunga, regione di Tabora. Conta una popolazione di 9 553 abitanti (censimento 2012).